# Kasjan Komelski
Kasjan Komelski (zm. 1537) – święty mnich prawosławny.
Był jednym z uczniów późniejszego świętego mnicha Korneliusza Komelskiego. O jego życiu niewiele wiadomo. W momencie odejścia hieromnicha Korneliusza z założonego przez niego monasteru, z powodu sporów o stopień surowości życia mnichów, mnich Kasjan został przez zakonników wybrany na nowego ihumena. Zachował w mocy regułę opracowaną przez swojego nauczyciela, nakazując mnichom skupiać się w pierwszej kolejności na modlitwie i porzuceniu wszelkich zajęć o charakterze doczesnym.
Po powrocie hieromnicha Korneliusza do monasteru mnich Kasjan zrezygnował z funkcji przełożonego. W klasztorze przebywał do końca życia. Zmarł przed majem 1537, tj. wcześniej, niż mnich Korneliusz (zm. 19 maja 1537).